# Voo Total 5682
O Voo Total 5682 (ICAO: TTL5682) foi um voo doméstico de carga, operado pela Total Linhas Aéreas, partindo do Aeroporto Internacional de Vitória com destino ao Aeroporto Internacional de São Paulo-Guarulhos.
Em 9 de novembro de 2024, o Boeing 737-400F realizou um pouso de emergência no Aeroporto Internacional de São Paulo-Guarulhos, por conta de um alerta de incêndio na área de carga da aeronave, os 2 tripulantes não se feriram.

## Contexto

### Aeronave
A aeronave envolvida no acidente era um Boeing 737-4Q8(SF), fabricado em 1994 para a Turkish Airlines, convertido para cargueiro em 2017, sendo alugado pela Total em maio de 2024 com o prefixo PS-TLB.

## Acidente

### Decolagem e pouso de emergência
A decolagem do Aeroporto Internacional de Vitória iniciou às 23h34min (horário local) e tinha expectativa de pousar às 01h10min em Guarulhos, transportando uma carga dos Correios. Após um voo até então normal, enquanto sobrevoavam São José dos Campos a 36 mil pés (11 km de altitude), a aeronave começou a soar um alerta de fumaça, por detectar um incêndio no compartimento principal de carga traseira. Em seguida, o comandante solicitou o pedido de pouso de emergência em Guarulhos, por ser o mais perto.
Com o incêndio ocorrendo, a aeronave começou a apresentar informações de problemas aos pilotos, e mesmo com a fuselagem já aberta pelas chamas, às 00h42min, os pilotos conseguiram realizar um pouso de emergência com sucesso na cabeceira 28L do aeroporto de Guarulhos.

## Investigação
No mesmo dia do incidente, o Centro de Investigação e Prevenção de Acidentes Aeronáuticos (CENIPA) e a Polícia Federal iniciaram a investigação.